# Асоціація українських правників
Не плутати з Асоціацією правників України
Асоціація українських правників (ВГО АУП) — Всеукраїнська громадська організація, яка створена з метою сприяння розбудови в Україні суверенної правової держави.

## Історія
ВГО АУП заснована та зареєстрована в м. Києві 28 червня 1991 року. 

### Мета та завдання
Організація має на меті відродження школи права в Україні, проведення наукових досліджень щодо проблем права, покращення юридичної поінформованості суспільства тощо.

### Органи управління
Органами управління ВГО АУП є:
- з'їзд;
- президент;
- правління;
- центральний виконавчий орган.